# Ituzaingó (Montevideo)
Ituzaingó és un barri de Montevideo, Uruguai. Limita amb els barris de Castro Castellanos al sud-oest, Las Acacias al nord-oest, Jardines del Hipódromo al nord-est, Flor de Maroñas al sud-est i Villa Española al sud.